# Trophis cuspidata
Trophis cuspidata là một loài thực vật có hoa trong họ Moraceae. Loài này được Lundell miêu tả khoa học đầu tiên năm 1938.